# لويس ر. سيبولفيدا
لويس ر. سيبولفيدا (بالإنجليزية: Luis R. Sepúlveda)‏ هو محامي وسياسي أمريكي، ولد في 11 فبراير 1964 في بروكلين في الولايات المتحدة. حزبياً، نشط في الحزب الديمقراطي. وقد انتخب عضو جمعية ولاية نيويورك.